# Бартон, Грег
Гре́гори Марк Ба́ртон (англ. Gregory Mark Barton; 2 декабря 1959, Джэксон, Мичиган) — американский гребец-байдарочник, выступал за сборную США в середине 1980-х — начале 1990-х годов. Участник трёх летних Олимпийских игр, двукратный олимпийский чемпион, четырёхкратный чемпион мира, победитель многих регат национального и международного значения.

## Биография
Грег Бартон родился 2 декабря 1959 года в городе Джэксон, штат Мичиган. Активно заниматься греблей начал в раннем детстве, тренировался вместе со старшим братом Брюсом, который впоследствии тоже стал довольно известным гребцом.
Первого серьёзного успеха на взрослом международном уровне добился в 1984 году, когда попал в основной состав американской национальной сборной и благодаря череде удачных выступлений удостоился права защищать честь страны на домашних летних Олимпийских играх в Лос-Анджелесе, участвовал в зачёте одноместных байдарок на дистанции 1000 метров и завоевал бронзовую медаль, уступив в финале новозеландцу Алану Томпсону и югославу Милану Яничу.
В 1985 году Бартон побывал на чемпионате мира в бельгийском Мехелене, откуда привёз награду золотого достоинства, выигранную в одиночках на десяти километрах. Два года спустя на мировом первенстве в немецком Дуйсбурге стал чемпионом сразу в двух дисциплинах, в одиночках на тысяче и десяти тысячах метров. Будучи одним из лидеров гребной команды США, благополучно прошёл квалификацию на Олимпийские игры 1988 года в Сеуле, где одержал победу в обеих своих дисциплинах: на километре в одиночках и в двойках с напарником Норманом Беллингемом.
После двух Олимпиад Бартон остался в основном составе американской гребной сборной и продолжил принимать участие в крупнейших международных регатах. Так, в 1990 году он стартовал на чемпионате мира в польской Познани, получив серебро в одиночках на десяти километрах. В следующем сезоне на аналогичных соревнованиях в Париже взял бронзу на тысяче и золото на десяти тысячах метров, став таким образом четырёхкратным чемпионом мира. Позже отправился представлять страну на Олимпийских играх 1992 года в Барселоне, в одиночках на дистанции 1000 метров выиграл бронзовую медаль, пропустив вперёд австралийца Клинта Робинсона и норвежца Кнута Хольманна, тогда как в двойках на той же дистанции совместно с Беллингемом показал четвёртый результат, немного не дотянув до призовых позиций.
Имеет высшее образование, в 1983 году окончил Мичиганский университет, где обучался на машиностроительном факультете. Завершив карьеру профессионального спортсмена, занялся бизнесом, открыл фирму, торгующую спортинвентарём: байдарками, досками для серфинга, вёслами пр. Женат, есть две дочери.